# Petra Vaarakallio
Petra Maria Pauliina Vaarakallio (* 17. Juni 1975 in Helsinki) ist eine ehemalige finnische Eishockeyspielerin, die über viele Jahre für Kiekko-Espoo und die Espoo Blues in der Naisten SM-sarja aktiv war und mit den Blues sieben Mal in Folge die finnische Meisterschaft gewann.

## Karriere
Zu Beginn ihrer Karriere spielte Petra Vaarakallio parallel zu Eishockey auch Ringette und gewann 1992 die Bronzemedaille bei der Ringette-Weltmeisterschaft.
Ab 1992 spielte sie in Espoo Eishockey für Kiekko-Espoo, das sich 1998 in Espoo Blues umbenannte. In der Saison 1994/95 lief sie in der Schweizer Meisterschaft für den EHC St. Gallen auf und belegte mit diesem den zweiten Platz.
Zwischen 1999 und 2005 gewann sie mit den Blues sieben Mal in Folge die finnische Meisterschaft.
Im November 2005 setzte sich Petra Vaarakallio in zwei Kategorien an die Spitze der Rekordlisten der SM-Sarja: In 272 Spielen erzielte sie 270 Tore und 334 Torvorlagen, insgesamt 604 Scorerpunkte. Damit überflügelte sie Marianne Ihalainen in den Kategorien Torvorlagen und Gesamtpunkte. Bis zu ihrem Karriereende steigerte sie ihre Punktausbeute auf 280 Tore, 351 Torvorlagen und 631 Scorerpunkte in der regulären Saison sowie 33 Tore, 53 Vorlagen und 86 Punkte in den Play-offs.
Während der Saison 2006/07 kehrte sie noch einmal in die Schweizer Meisterschaft zu dem inzwischen in DSC Oberthurgau umbenannten Verein zurück. Dort wurde sie als Vertretung für die verhinderte Maritta Becker verpflichtet. Mit dem DSCO schied sie im Play-off-Halbfinale gegen den EV Zug aus.
Nach ihrem Karriereende spielte sie in der Saison 2008/09 Unihockey für die Esport Oilers aus Espoo.

### International
Petra Vaarakallio gehörte zu ersten Generation finnischer Nationalspielerinnen und vertrat ihr Heimatland bei einer Vielzahl von internationalen Wettbewerben. Dabei gewann sie vier Bronzemedaillen bei Weltmeisterschaften (1994, 1997, 1999 und 2000) sowie zwei Goldmedaillen (1993, 1995) und eine Bronzemedaille (1996) bei Europameisterschaften.
Bei den Olympischen Winterspielen 1998 in Nagano gewann sie mit der finnischen Nationalmannschaft die Bronzemedaille im olympischen Eishockeyturnier. Vaarakallio erzielte in Nagano am 8. Februar 1998 das erste Tor in der Geschichte des Dameneishockey bei Olympia. Sie bezwang die schwedische Torhüterin Annica Åhlén nach gespielten 8:35 Minuten zum zwischenzeitlichen 1:0-Führung. Vier Jahre später, bei den Olympischen Spielen in Salt Lake City, belegte sie mit den Löwinnen den vierten Platz.
Insgesamt absolvierte Vaarakallio 126 Länderspiele für Finnland, in denen sie 51 Tore und 67 Torvorlagen erzielte.

## Erfolge und Auszeichnungen

### Naisten SM-sarja
| - 1996 Topscorerin (Marianne-Ihalainen-Preis) der SM-sarja - 1996 Beste Torschützin (Tiia-Reima-Preis) der SM-sarja - 1997 Beste Torschützin der SM-sarja - 1999 Finnischer Meister mit den Espoo Blues - 2000 Finnischer Meister mit den Espoo Blues - 2000 Topscorerin der SM-sarja | - 2001 Finnischer Meister mit den Espoo Blues - 2002 Finnischer Meister mit den Espoo Blues - 2003 Finnischer Meister mit den Espoo Blues - 2003 Topscorerin der SM-sarja - 2004 Finnischer Meister mit den Espoo Blues - 2005 Finnischer Meister mit den Espoo Blues |

### International
| - 1993 Goldmedaille bei der Europameisterschaft - 1994 Bronzemedaille bei der Weltmeisterschaft - 1995 Goldmedaille bei der Europameisterschaft - 1996 Bronzemedaille bei der Europameisterschaft | - 1997 Bronzemedaille bei der Weltmeisterschaft - 1998 Bronzemedaille bei den Olympischen Winterspielen - 1999 Bronzemedaille bei der Weltmeisterschaft - 2000 Bronzemedaille bei der Weltmeisterschaft |